# ヤミードー
ヤミードー（Yummy Dough, ドイツ語: Essknete）とはドイツの 123 Nährmittel GmbH 社が製造している、世界初の食べられる粘土である。2007年に開発された。

## 誕生
2006年、サラとルイーザという2人の少女が「粘土はなぜ食べられないのか」との疑問を持ち、それに2人の父親が協力して原型が出来上がった。それをさらにドイツの大手食品会社が1年余りをかけ現在の製品が出来上がった。ドイツでは発売初年度に70万個の販売を記録するなど子供向けプレイ粘土としてドイツ市場においてシェア60％を誇る製品に成長。

## 評価
ヤミードーは各国で次のような賞を受賞している。
- 2007年　ドイツANUGAにて、最革新的な製品へのフードテイストアワード
- 2008年　ドイツビジネスアワード・ベストNEWプロダクト
- 2008年　ドイツ・Idee＆Spiel（トーイジャーナル誌）にてベストセリングプロダクト大賞受賞
- 2008年　ドイツ・ヴェースバーデン・モーストインテリジェンス　アイデア賞大賞受賞
- 2008年　ドイツ・ヘッセン市インテリジェンス　ビジネスアイデア大賞受賞
- 2010年　香港トーイショー・ベストプロダクト賞　受賞
- 2010年　フランストーイショー・グランプリ（幼児玩具部門）受賞
- 2010年　オーストラリア・メルボルントーイショー・トーイオブザイヤー2010受賞

## 販売国
2007年にドイツで販売開始以降、ヨーロッパを中心に販売され、2008年にアメリカ、カナダへ展開、以降2010年からアジアへ販売を開始して2010年8月現在、世界22の国や地域で販売され、2010年中にさらに5つの国や地域で販売が決定している。
- 販売国: ドイツ、オーストリア、スイス、イギリス、アイルランド、フランス、ポーランド、スペイン、イタリア、ポルトガル、USA、カナダ、メキシコ、ペルー、アルゼンチン、ベネズエラ、ウルグアイ、チリ、香港、シンガポール、オーストラリア
- 2010年販売予定国： 日本、マレーシア、韓国、中国、台湾